# Euphorbia esculenta
Euphorbia esculenta es una especie fanerógama perteneciente a la familia de las euforbiáceas. Es endémica de Sudáfrica en la Provincia de Limpopo.

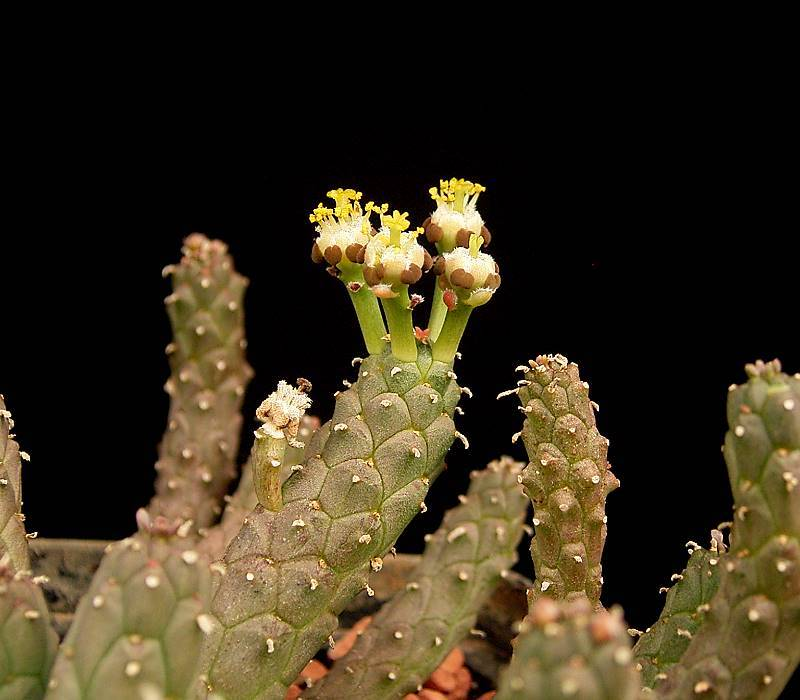
Detalle de los ciatios

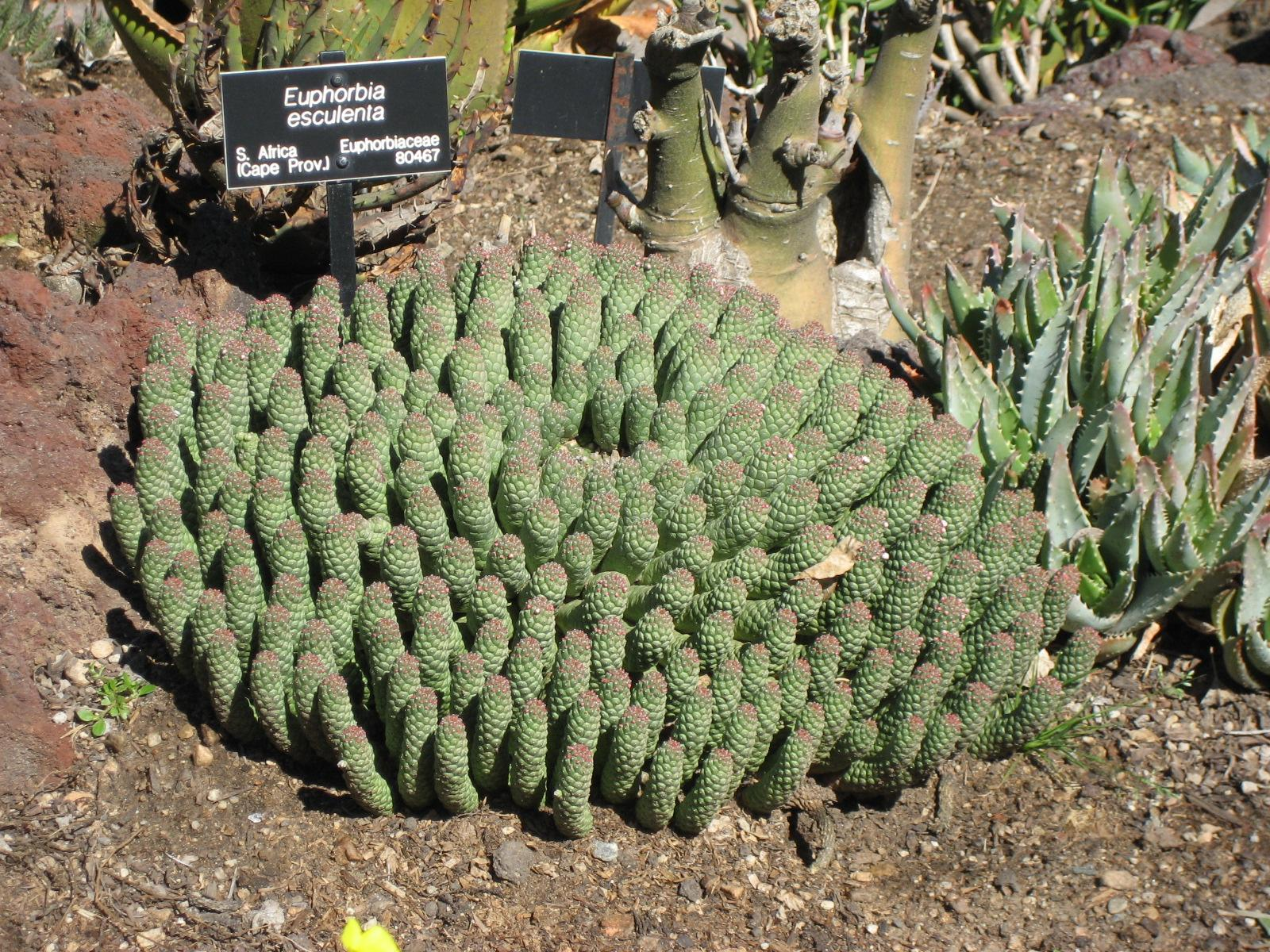
Vista de la planta

## Descripción
Es una planta suculenta muy enana,  sin espinas y sin hojas, el tallo principal enterrado en el suelo cerca de la parte superior, en forma de bastón, de 4-8 mm de espesor, con la parte central de la parte superior plana o ligeramente deprimida, cubierta con tubérculos cónicos agudos y la parte exterior, en el que una roseta (que en las plantas antiguas alcanzan hasta 18 cm de diámetro.) de las ramas  muy numerosas, se agrupan en varias series, glabras, verde en las partes jóvenes, convirtiéndose en marrón claro con la edad. Las hojas son rudimentarias, diminutas, pronto caducas. Las inflorescencias en pedúnculos agrupados en los extremos de las ramas; brácteas oblongas u oblongo-espatuladas, glabras; ciliado; involucros  amplios y poco profundo en forma de copa, glabros, excepto en la parte posterior de los lóbulos. La cápsula y las semillas no se ven.

## Taxonomía
Euphorbia esculenta fue descrita por Hermann Wilhelm Rudolf Marloth y publicado en Kapland 247. 1908.
Etimología
Euphorbia: nombre genérico que deriva del médico griego del rey Juba II de Mauritania (52 a 50 a. C. - 23), Euphorbus, en su honor – o en alusión a su gran vientre –  ya que usaba médicamente Euphorbia resinifera. En 1753 Carlos Linneo asignó el nombre a todo el género.
esculenta: epíteto latino que significa "comestible".
Sinonimia
- Euphorbia inermis var. laniglans[7][8]